# Chircani, Cahul
Chircani este un sat din cadrul comunei Cucoara, raionul Cahul, Republica Moldova.
Structură etnică
     moldoveni (95,57%)
     ucraineni (0,26%)
     ruși (1,04%)
     găgăuzi (0,26%)
     bulgari (0,65%)
     români (2,08%)
     evrei (0%)
     polonezi (0%)
     țigani (0%)
     alte etnii / nedeclarată (0,14%)
Conform datelor recensământului din 2004, populația localității este de 768 locuitori, dintre care 365 (47,53%) bărbați și 403 (52,47%) femei. Structura etnică a populației în cadrul localității arată astfel:
- moldoveni — 734;
- ucraineni — 2;
- ruși — 8;
- găgăuzi — 2;
- bulgari — 5;
- români — 16;
- altele / nedeclarată — 1.

## Istorie
Satul Chircani a fost menționat documentar în anul 1861. La 1878 satul număra 19 case cu 79 de locuitori. La începutul secolului XX în localitate erau 170 de case cu 920 de locuitori.
Pe vatra satului arheologii au descoperit urmele unei așezări din epoca romană, fragmente de ceramică, unelte, obiecte de uz casnic.
Chircani este un sat din cadrul comunei Cucoara, raionul Cahul, Republica Moldova.
Conform legendei satul Chircani își are începuturile încă de prin anul 1522, când într-un 
hrisov dat de Ștefan cel Mare unui oștean de-al său cu numele Chirtoacă, căruia îi este dăruită o moșie nu prea mare pentru vitejie în lupte. Acesta a angajat câțiva 
țărani pentru ai lucra pământurile și foloseau unelte de muncă care se numeau „chircă”, și se presupune că de aici ar fi provenit denumirea satului.
Satul Chircani se situează la 22 km de raionul Cahul și la 160 km de capitala Chișinău .
Deși nu este o localitate prea mare, ea se remarcă prin numele ei sonor și prin 
monumentele arheologice de pe teritoriu. De la începuturi, se zice că era o localitate de 
pescari care se mai ocupau și cu agricultura, creșterea vitelor, păstoritul și albinăritul.
Prima mențiune documentară a satului datează din 1864, când localitatea făcea parte din 
comuna Zârnești. Recensământul din anul 1930 fixează la Chircani 405 locuitori.
Acest cătun a trecut prin focul războiului din anii 1941-1945.
Pe teritoriul satului arheologii au descoperit 
două vetre de sate, părăsite încă din sec. XIV-XIII î.Hr.
În aceste locuri au fost  găsite cioburi de oase, lut ars, cărbune de lemn.
Istoricii susțin că la sfârșitul sec. II-IV aici au existat aici și dave dacice.
Pe moșia satului s-au găsit și trei movile funerare, rămase de pe urma triburilor migratoare venite din stepele asiatice încă din evul mediu.
Pe un vârf de deal se află un frumos lăcaș de înțelepciune și frumusețe-gimnaziul „Constantin Stere”. Sute de elevii au pășit pragul școlii și mulți dintre ei au ajuns adevărate personalități.
Pe moșia satului s-au găsit și trei movile funerare, rămase de pe urma triburilor migratoare venite din stepele asiatice încă din evul mediu.
A fost realizată o broșură despre istora satului Chircani cu ajutorul elevilor sub îndrumarea profesorului de istorie.
Oamenii satului.
Locuitorii sunt adevărați gospodari care îngrijesc cu sfințenie gospodăriile lor și locurile pitorești din localitate. Dacă vei vizita acest sat vei fi întâmpinat cu bucurie și oamenii te vor ajuta cu mare plăcere. Se știe că la moldoveni oaspeții nu pleacă niciodată cu mâinile goale, la fel se întâmplă și în satul Chircani. Gospodinele pregătesc cele mai gustoase bucate precum: ciorbă, borșul de casă, plăcințele, fripturi, pește prășit cu tradiționala mămăliguță, răciturile sau multe feluri de prăjituri.
```
La 2 august se sărbătorește hramul Sfintei Biserici „Sfântul Ilie” și a întregului sat.
```

## Personalități

### Născuți în Chircani
- Vasile Calmoi (în rusă Василе Калмой; n. 15 iunie 1946, satul Chircani, raionul Cahul) este un general din Republica Moldova, care a îndeplinit funcția de ministru al securității naționale (1992-1997).